# Giro dell'Emilia 1980
Il Giro dell'Emilia 1980, sessantatreesima edizione della corsa, si svolse il 4 ottobre 1980 su un percorso di 250 km. La vittoria fu appannaggio dell'italiano Gianbattista Baronchelli, che completò il percorso in 6h30'22", precedendo il connazionale Wladimiro Panizza e il danese Jørgen Marcussen.

## Ordine d'arrivo (Top 10)
| Pos. | Corridore                | Squadra              | Tempo    |
| ---- | ------------------------ | -------------------- | -------- |
| 1    | Gianbattista Baronchelli | Bianchi-Piaggio      | 6h30'22" |
| 2    | Wladimiro Panizza        | Gis Gelati           | a 31"    |
| 3    | Jørgen Marcussen         | Bianchi-Piaggio      | s.t.     |
| 4    | Bernt Johansson          | Magniflex-Olmo       | a 48"    |
| 5    | Knut Knudsen             | Bianchi-Piaggio      | a 2'30"  |
| 6    | Pierino Gavazzi          | Magniflex-Olmo       | s.t.     |
| 7    | Francesco Moser          | Sanson-Campagnolo    | s.t.     |
| 8    | Silvano Contini          | Bianchi-Piaggio      | s.t.     |
| 9    | Tommy Prim               | Bianchi-Piaggio      | s.t.     |
| 10   | Alfio Vandi              | Famcucine-Campagnolo | s.t.     |